# Leptophion unicalcaratus
Leptophion unicalcaratus là một loài tò vò trong họ Ichneumonidae.